# Dębowola
Dębowola też Dębowa wola – wieś sołecka w Polsce położona w województwie mazowieckim, w powiecie kozienickim, w gminie Magnuszew.
| SIMC    | Nazwa          | Rodzaj    |
| ------- | -------------- | --------- |
| 0628709 | Nowa Dębowola  | część wsi |
| 0628715 | Stara Dębowola | część wsi |

Wieś szlachecka Dębowa Wola położona była w drugiej połowie XVI wieku w powiecie wareckim  ziemi czerskiej województwa mazowieckiego. W latach 1975–1998 miejscowość administracyjnie należała do województwa radomskiego.
Wierni kościoła rzymskokatolickiego należą do parafii św. Jana Chrzciciela w Magnuszewie.